# Кармалюківська сільська рада (Жмеринський район)
| Кармалюківська сільська рада — колишній орган місцевого самоврядування у Жмеринському районі Вінницької області з адміністративним центром у с. Кармалюкове. Сільській раді були підпорядковані населені пункти: - с. Кармалюкове - с. Майдан-Головчинський - с. Петрані |

## Склад ради
Рада складалася з 14 депутатів та голови.

## Керівний склад сільської ради
| ПІБ                       | Основні відомості                                                                 | Дата обрання | Дата звільнення |
| ------------------------- | --------------------------------------------------------------------------------- | ------------ | --------------- |
| Огородник Микола Іванович | Сільський голова, 1977 року народження, освіта, член Народно-демократичної партії | 26.03.2006   | 31.10.2010      |
| Огородник Микола Іванович | Сільський голова, 1977 року народження, освіта вища, безпартійний                 | 31.10.2010   | 16.02.2021      |

Примітка: таблиця складена за даними джерела
З 2020 року була об'єднана у Жмеринська міська громада. А на базі ради було створено Кармалюківський старостинський округ